# Afrodite (nome)
Afrodite  è un nome proprio di persona italiano femminile.

## Varianti
- Femminili: Afroditi[1]

### Varianti in altre lingue
- Catalano: Afrodita
- Francese: Aphrodite
- Greco antico: Ἀφροδίτη (Aphrodī́tē)[1][3]
- Greco moderno: Αφροδίτη (Afroditī)[3]
- Latino: Aphrodite[1], Aphrodita[1]
- Russo: Афродита (Afrodita)
- Spagnolo: Afrodita

## Origine e diffusione

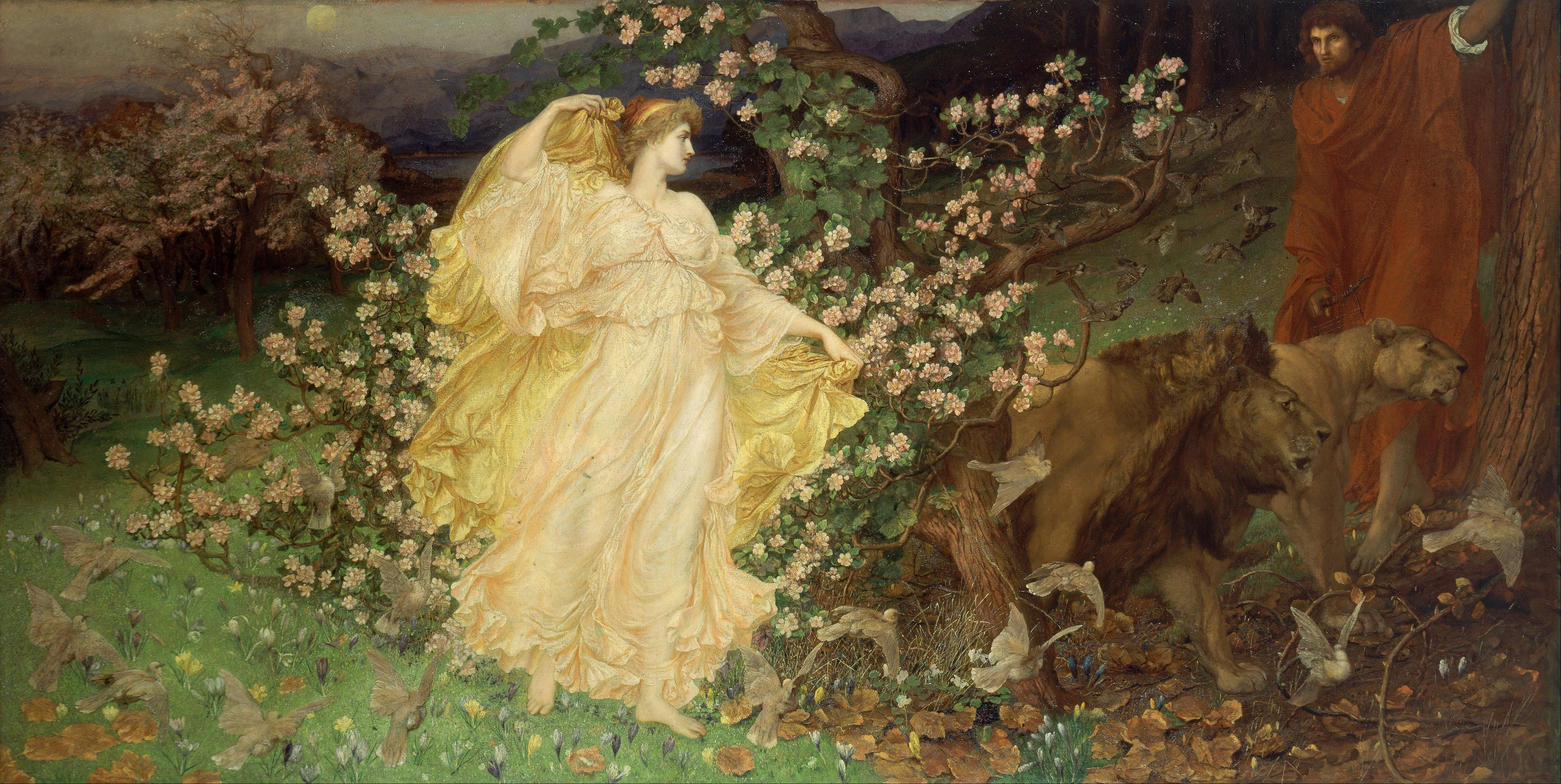
Venere e Anchise, di William Blake Richmond

Riprende il nome di Afrodite, la dea greca dell'amore, equivalente alla romana Venere, alla quale fa riferimento anche il nome teoforico Afrodisio.
Tradizionalmente, il suo nome viene ricondotto al greco αφρος (aphros, "schiuma"), termine legato al mito secondo cui la dea sarebbe nata dalla spuma del mare, ma si tratta di una paretimologia, per quanto antica. La sua reale etimologia è ignota. Dato che Afrodite pare essere una dea di origine orientale, è plausibile che lo sia anche il suo nome, giunto in greco tramite un altro linguaggio, probabilmente il fenicio cipriota: tra le varie ipotesi, è stato ricondotto al fenicio Ashtaroth (nome di una dea equivalente alla babilonese Ištar) e all'assiro Bariritu (dall'accadico barārītu, "notte", "crepuscolo"), anch'essa una dea correlata ad Ištar.
La diffusione del nome in Italia è di epoca rinascimentale, ma scarsa, godendo di una certa frequenza solo nel napoletano. In albanese esiste il nome Afërdita che, pur avendo un'altra etimologia ("alba", "mattina", da afër, "vicino", e ditë, "giorno") viene spesso usato come equivalente di Afrodite.

## Onomastico
Il nome è adespota, ossia privo di santa patrona; l'onomastico si può festeggiare eventualmente il 1º novembre, in occasione di Ognissanti.

## Persone

### Variante Afroditī
- Afroditī Kosma, cestista greca
- Afroditī Latinopoulou, avvocata, politica ed ex tennista greca
- Afroditī Skafida, astista greca

## Il nome nelle arti
- Afrodite A, è uno dei robot pilotati da Sayaka Yumi nel manga e anime Mazinger Z.
- Afrodite, dea dell'amore è un film del 1958, diretto da Mario Bonnard.
- Afrodite, è un brano del cantante italiano Blanco.
- Aphrodite è l'undicesimo album della cantante australiana Kylie Minogue.
- Aphrodite: mœurs antiques, romanzo di Pierre Louÿs.
- Pisces Aphrodite, vero nome di Fish, un personaggio della serie manga e anime I Cavalieri dello zodiaco.
- Aphrodite IX, è un personaggio dei fumetti creato da David Finch, e pubblicata dalla Top Cow.
- Afrodite è un film del 2024, scritto e diretto da Stefano Lorenzi.